# Oliver Platt
Oliver Platt (født 12. januar 1960) er en canadisk-amerikansk skuespiller, kendt bl.a. fra film som De Tre Musketerer og Frost/Nixon, sidstnævnte blev han nomineret til en Screen Actors Guild Award for.

## Filmografi

### Film
| År   | Titel                                  | Rolle                                       | Noter         |
| ---- | -------------------------------------- | ------------------------------------------- | ------------- |
| 1988 | Married to the Mob                     | FBI Agent Ed Benitez                        |               |
| 1988 | Working Girl                           | David Lutz                                  |               |
| 1989 | Crusoe                                 | Mr. Newby                                   |               |
| 1990 | Flatliners                             | Randy Steckle                               |               |
| 1990 | Postcards from the Edge                | Neil Bleene                                 |               |
| 1992 | Beethoven                              | Harvey                                      |               |
| 1992 | Diggstown                              | Daniel Patrick O'Shannon 'Fitz' Fitzpatrick |               |
| 1993 | The Temp                               | Hartsell                                    |               |
| 1993 | Indecent Proposal                      | Jeremy                                      |               |
| 1993 | Benny & Joon                           | Eric                                        |               |
| 1993 | De Tre Musketerer                      | Porthos                                     |               |
| 1995 | Tall Tale                              | Paul Bunyan                                 |               |
| 1995 | Funny Bones                            | Tommy Fawkes                                |               |
| 1995 | The Infiltrator                        | Yaron Svoray                                |               |
| 1996 | Executive Decision                     | Dennis Cahill                               |               |
| 1996 | A Time to Kill                         | Harry Rex Vonner                            |               |
| 1998 | Dangerous Beauty                       | Maffio Venier                               |               |
| 1998 | Bulworth                               | Dennis Murphy                               |               |
| 1998 | The Impostors                          | Maurice                                     |               |
| 1998 | Dr. Dolittle                           | Dr. Mark Weller                             |               |
| 1998 | Simon Birch                            | Ben Goodrich                                |               |
| 1999 | Lake Placid                            | Hector Cyr                                  |               |
| 1999 | Three to Tango                         | Peter Steinberg                             |               |
| 1999 | Bicentennial Man                       | Rupert Burns                                |               |
| 1999 | CinderElmo                             | Fairy Godperson                             |               |
| 2000 | Ready to Rumble                        | Jimmy 'The King' King                       |               |
| 2000 | Gun Shy                                | Fulvio Nesstra                              |               |
| 2001 | Don't Say a Word                       | Dr. Louis Sachs                             |               |
| 2002 | Liberty Stands Still                   | Victor Wallace                              |               |
| 2002 | Ash Wednesday                          | Moran                                       |               |
| 2002 | Zig Zag                                | Mr.Walters / The Toad                       |               |
| 2003 | Pieces of April                        | Jim Burns                                   |               |
| 2003 | Hope Springs                           | Doug Reed                                   |               |
| 2004 | Kinsey                                 | Herman B Wells                              |               |
| 2005 | The Ice Harvest                        | Pete Van Heuten                             |               |
| 2005 | Casanova                               | Paprizzio                                   |               |
| 2007 | The Ten                                | Marc Jacobson                               |               |
| 2007 | Martian Child                          | Jeff                                        |               |
| 2008 | Frost/Nixon                            | Bob Zelnick                                 |               |
| 2009 | Wonder Woman                           | Hades (voice)                               | Direct-to-DVD |
| 2009 | Year One                               | High Priest                                 |               |
| 2009 | 2012                                   | Carl Anheuser                               |               |
| 2010 | Please Give                            | Alex                                        |               |
| 2010 | Love & Other Drugs                     | Bruce Jackson                               |               |
| 2010 | Letters to Juliet                      | Bobby                                       | Uncredited    |
| 2011 | X-Men: First Class                     | Man In Black Suit                           |               |
| 2012 | The Oranges                            | Terry Ostroff                               |               |
| 2012 | Chinese Zodiac                         | Lawrence                                    |               |
| 2012 | Ginger & Rosa                          | Activist                                    |               |
| 2013 | Legends of Oz: Dorothy's Return        | Wiser The Owl (voice)                       |               |
| 2013 | The Tale of the Princess Kaguya        | Lord Minister of The Right Abe (voice)      |               |
| 2013 | Gods Behaving Badly                    | Apollo                                      |               |
| 2013 | Lucky Them                             | Giles                                       |               |
| 2014 | Chef                                   | Ramsey Michel                               |               |
| 2014 | Kill the Messenger                     | Jerome Ceppos                               |               |
| 2014 | Cut Bank                               | Joe Barrett                                 |               |
| 2014 | A Merry Friggin' Christmas             | Hobo Santa                                  |               |
| 2015 | Frank and Cindy                        | Frank Garcia                                |               |
| 2015 | One More Time                          | Alan Sternberg                              |               |
| 2016 | The Cleanse                            | Ken Roberts                                 |               |
| 2016 | The Ticket                             | Bob                                         |               |
| 2016 | The 9th Life of Louis Drax             | Dr. Perez                                   |               |
| 2016 | Shut In                                | Dr. Wilson                                  |               |
| 2016 | Rules Don't Apply                      | Forester                                    |               |
| 2017 | Professor Marston and the Wonder Women | Max Gaines                                  |               |
| 2020 | I'm Thinking of Ending Things          | The Voice (voice)                           |               |
| 2024 | Babes                                  | TBA                                         |               |

### Tv
| År           | Titel                | Rolle                         | Noter                         |
| ------------ | -------------------- | ----------------------------- | ----------------------------- |
| 1987         | The Equalizer        | Norm Jameson                  | Episode: "In the Money"       |
| 1988         | Miami Vice           | 'Speed' Stiles                | Episode: "Baseballs of Death" |
| 1990         | Wiseguy              | Unknown                       | Episode: "Changes Houses"     |
| 1995         | The Infiltrator      | Yaron                         | Television movie              |
| 2000–2001    | Deadline             | Wallace Benton                | 13 episodes                   |
| 2001–2005    | The West Wing        | Oliver Babish                 | 8 episoder                    |
| 2003         | Queens Supreme       | Judge Jack Moran              | 13 episoder                   |
| 2004–2006    | Huff                 | Russell Tupper                | 25 episoder                   |
| 2007–2008    | Nip/Tuck             | Freddy Prune                  | 4 episoder                    |
| 2007         | The Thick of It      | Malcolm Tucker                | Unsold TV pilot               |
| 2007         | The Bronx Is Burning | George Steinbrenner           | 8 episodes                    |
| 2009–2011    | Bored to Death       | Richard Antrem                | 6 episodes                    |
| 2010–2013    | The Big C            | Paul Jamison                  | 40 episoder                   |
| 2012–2018    | American Experience  | Fortæller                     | 11 episodes                   |
| 2014         | Fargo                | Stavros Milos                 | 5 episoder                    |
| 2014–2017    | Sofia the First      | Everburn (voice)              | 2 episodes                    |
| 2015–2016    | Chicago P.D.         | Dr. Daniel Charles            | 9 episodes                    |
| 2015–2023    | Chicago Fire         | Dr. Daniel Charles            | 8 episodes                    |
| 2015–present | Chicago Med          | Dr. Daniel Charles            | 198 episodes                  |
| 2015         | The Good Wife        | R.D.                          | 3 episodes                    |
| 2015         | Bessie               | Carl Van Vechten              | Television movie              |
| 2015–2017    | Modern Family        | Martin                        | 2 episodes                    |
| 2016         | American Dad!        | Documentary Narrator (stemme) | Episode: "Next of Pin"        |
| 2017         | Chicago Justice      | Dr. Daniel Charles            | 2 episodes                    |
| 2022–present | The Bear             | Uncle Jimmy                   | 8 episoder                    |

### Teater
| År   | Titel          | Rolle          | Scene                         |
| ---- | -------------- | -------------- | ----------------------------- |
| 2006 | Shining City   | John           | Biltmore Theatre, Broadway    |
| 2009 | Guys and Dolls | Nathan Detroit | Nederlander Theatre, Broadway |

### Computerspil
| År   | Titel                        | Rolle               |
| ---- | ---------------------------- | ------------------- |
| 2001 | SSX Tricky                   | Luther-Dwayne Grady |
| 2006 | Scarface: The World Is Yours |                     |